# Falcão - Mulheres e o Tráfico
Falcão - Mulheres e o Tráfico é um livro de ciências humanas e sociais lançado pela Editor Objetiva em 2007. Foi escrito por Celso Athayde e MV Bill e é uma continuação de Falcão - Meninos do Tráfico, mas desta vez retratando o envolvimento feminino com o tráfico organizado na Cidade de Deus, bairro do Rio de Janeiro.